# António de Mesquita Pimentel
António de Mesquita Pimentel (* im 17. Jahrhundert; † im 18. Jahrhundert) war ein portugiesischer Kolonialverwalter.
Vom 5. Juli 1685 bis 1688 war er Gouverneur von Macau.
1695 wurde Pimentel zum ersten Gouverneur von Portugiesisch-Timor und Solor ernannt. Davor hatte der jeweilige Generalkapitän vor Ort die Aufgabe übernommen, die Kolonialmacht zu vertreten. Doch Pimentel zog schnell nach seiner Ankunft 1696 den Zorn der Einheimischen auf sich. Er plünderte sie schamlos aus und ermordete zwei Kinder vom Capitão-Mor Francisco da Hornay, dem Führer der Topasse. Die Topasse waren Mestizen, die die wirkliche Macht in den offiziell portugiesischen Besitzungen der Region innehatten.
Der neue Capitão-Mor Domingos da Costa legte 1697 schließlich Pimentel in Ketten und ließ ihn nach Goa zurückschicken.
Pimentels Nachfolger André Coelho Vieira wurde von Costa bereits in Larantuka gefangen genommen und nach Macau zurückgeschickt. Erst António Coelho Guerreiro konnte endgültig als Gouverneur seinen Dienst auf Timor antreten.